# おひさま (テレビドラマ)
『おひさま』は、2011年（平成23年）度前期放送のNHK「連続テレビ小説」第84作で、2011年4月4日から10月1日まで放送されたテレビドラマ。
「私は陽子。太陽の“陽子”です!」という番組キャッチコピーが設定されて番組宣伝で繰り返し用いられた。

## 概要
脚本は、2001年度『ちゅらさん』以来10年ぶり2度目となる岡田惠和の書き下ろしによるオリジナル作品で、信州・安曇野市と松本市を舞台に、激動の昭和時代を生きた架空の人物・須藤（丸山）陽子の半生を描いた物語。劇中の時期としては1932年（昭和7年）9月に、一家が東京から安曇野へ転居したところから始まる。
「地上デジタル放送完全移行期に臨み、郷愁と生命力にあふれた壮大な自然とともに生きた女性の半生をスケール豊かに」描くと発表されている。
主演は井上真央で、オーディションをせずに起用された。
当初は3月28日開始予定だったが、3月11日に発生した東北地方太平洋沖地震（東日本大震災）および東京電力・福島第一原子力発電所での事故による非常時特別報道体制により、1週繰り下げの措置が取られた。地震発生時、東京都のNHK放送センターで撮影が行われていたが、中止となった。 なお衛星放送では従来のBS2では放送せず、NHK BSプレミアムが開局するまでの4回分は、BSプレミアムと同じチャンネルで放送していたNHK衛星デジタルハイビジョン（BS-hi）で放送するとしていたが、震災による放送日程変更のため、BS-hiでの放送は行われなかった。朝ドラ恒例のバトンタッチセレモニーも行われなかった。
また、前作『てっぱん』の第25・26週のエンディングでは3種類の5秒予告が同番組の本編後に行われている。
1. 陽子（井上）のナレーションと本編ハイライト映像使用「私は、太陽の陽子です!」
2. 1と同じ映像で「連続テレビ小説 おひさま…」
3. 陽子・和成（高良）・徳子（樋口）・道夫（串田）4人がそろって「連続テレビ小説 おひさま!!」と叫ぶパターン
4. （「てっぱん」最終回の本編後）陽子が後姿から振り向いて「4月4日からはおひさまがスタートします」→その後陽子のアップで「ご覧ください…」と挨拶する

なお、震災の影響での放送スケジュール変更で、当初は「3月28日スタート!!」と書かれるべき字幕が一旦は削除されたが、BShi・3月17日放送以後は「4月4日スタート!!」の字幕が表示された。
また、1・2のパターンは、別番組案内のスポット番組宣伝（番組の間に放送されるもの）にも使用されている。
本作品から、総合・BSプレミアムの1日2回の定時放送およびBSプレミアムの土曜午前の1週間まとめ再放送（90分）に加え、総合の4月10日より日曜に放送される新番組『NHKとっておきサンデー』でも23分間に編集した1週間ダイジェスト版（フロート番組扱い。「とっておきサンデー」休止日は単独番組扱い 字幕放送あり、また18時40分から18時45分にも5分ダイジェスト（これらは地上波のダイジェスト版はデジ・アナとも解説放送なし。5分版は字幕放送も行っていない）が放送される。この2つのダイジェスト版にはあらすじを説明するナレーターを江崎史恵が担当した。
本作開始と同時に朝ドラ土曜本放送後座番組として『週刊ニュース深読み』（2011年4月9日 - 2018年3月24日。生放送）が開始。同番組では、時折『あさイチ』（2010年3月29日開始）同様に、冒頭で出演者が本作の感想を述べたり、本作とリンクさせた演出を行うことがあった。同番組では、以後もこの演出が行われることがあった。

## あらすじ
東京で冴えない主婦生活を送る原口房子は、ある日気まぐれに、長野県安曇野を訪れる。運転していた車がそば畑で脱輪し助けを求め田舎を彷徨うなか、店舗「百白花」を見つけ立ち寄り、素敵な雰囲気を持つ店主の老女・陽子と出会う。房子は陽子に興味を持ち、彼女が語る半生を聞くこととなる。
1932年、10歳の陽子は、病弱な母との生活のために、東京から長野県安曇野に一家で移り住む。陽子は余命僅かな母からこれからの女性の生き方を教わり、周囲の人を照らす太陽のような存在であるべきと指南される。そして母は翌年に死去する。
女学校へ進学した陽子は、やがて生涯の友となる2人の級友と出会う。校則で禁じられている飴屋への寄り道をして語らい合ったり、家族に内緒で隣町へ映画を観に行ったり、兄の親友に恋をしたりなど、彼女たちと青春を謳歌するある日、母方の祖母と初めて出会い、亡き母が教師を目指していたことを知る。さらに、教師になることを夢見ていながら奉公に出された小学校時代の親友と再会し、勉強の内容を手紙で送り続けた陽子の支えが力になり栄進したと感謝され、陽子は教師になる決意をする。難関である師範学校の受験に合格し、師範学校卒業後、安曇野の母校の小学校に赴任する。
学校は国民学校と名を変え戦局は徐々に激しくなり、軍事色に染まった教育や、貧困・空腹・親の死などに耐える子どもたちを目の前に戸惑いながらも、陽子は明るく気丈に教鞭をとる。そんななか、顔見知りである松本の老舗そば屋の女将のすすめで、彼女の息子と見合をし紆余曲折を経て出征前日に結婚する。
兄や、生徒・同僚の大切な人たちの命を奪った戦争は終わり、平和が訪れたことに安堵する陽子であるが、教育内容がGHQの指示により一転。今まで教えてきたことが否定され屈辱を味わい、生徒たちは混乱して喧嘩も生じ、陽子は心を痛める。間もなく夫が無事に帰還するとともにようやく夫婦として生活ができるようになり、やがて長女を授かる。周囲の協力で産休を経て職場に復帰するが、校長には陽子の勤務ぶりが理解されず退職を迫られ、長女が大病を患った出来事を機に教職と母親との両立に自らの限界を覚り、離職。昼は長女を連れて食品会社の経理職に勤め、夜は学力不足のまま社会に出た嘗ての教え子たちに勉強を教える日々を送る。
婚家のそば屋が戦時中からの経営難を脱したこともあり、食品会社を退職してそば屋の若女将に専念するなか、東京から訪ねて来た教え子が、両親とおじの死後、引き取られた家で冷遇を受けていることを知り、彼女の身を引き受ける。その後、町が大火事になり、そば屋も巻き沿いを食らい焼失。義父母から無き店に捕われず好きな進路を歩むよう指示を受けた陽子と夫は、安曇野で家族の夢を叶えるべく、そば屋「百白花」を開店。家族・知人・客の希望を受け入れながら経営し、百白花は次第に「なんでも屋」に転身していく。
長女の小学校入学を経て、陽子は母の享年と同じ年を迎える。いつも通りに朝を迎えた陽子は、空に向かって「お母さん」と話しかけるのであった。

## 登場人物

### 須藤家
1932年（昭和7年）9月、余命短い紘子の療養のために、東京から安曇野に一家で転居する。
須藤陽子（すどう ようこ） → 丸山陽子（まるやま ようこ）
演 - 井上真央（幼少期：八木優希、現代：若尾文子）
劇中での主人公。母・紘子の生前の教えである「『女の子は太陽』、陽子の『陽』の字は『太陽』の陽」を胸に人生を歩んでいる。料理は得意であるが、裁縫が苦手である。
1922年（大正11年）生まれ。10歳の時に、東京の学校から安曇野の有明山尋常小学校に転校。
その後、地元の安曇野高等女学校に進学。高等女学校在学中に教師になる意思を固め、難関の受験を乗り越え松本女子師範学校に合格。1941年（昭和16年）に、世情が戦時体制に入り「有明山国民学校」と名前の変わった母校に赴任する。
1943年（昭和18年）、そば屋「丸庵」の息子・和成と見合いをし、和成の再招集前日に結婚、結婚後も教師生活を続け、長女・日向子を出産した数か月後の1947年（昭和22年）まで勤務した。
離職後は「長榮味噌醤油」の経理の手伝いをする傍ら、夜はかつての教え子たちに勉強を教える日々を送るが、醸造店を退職して1年後に起きた1950年（昭和25年）の松本市の大火事で丸庵も延焼したことをきっかけに、和成と共に安曇野に蕎麦店「百白花」を開店する。
須藤紘子（すどう ひろこ）
演 - 原田知世
陽子ら3兄弟の母。旧姓「桐野」。元は、華族・子爵の家の一人娘で、女学校への進学祝を帝国ホテルで開いたほどの家系であった。教師になることを夢見ていたが父親に反対されていた。良一と恋に落ち、両親の反対を押し切り家を出て結婚、3人の子供に恵まれる。
元来おとなしくおだやかな気持ちを持つ母親である一方、陽子に対してこれからの女性の生き方を説いた上で、女性という理由で見くびられたら喧嘩を許す旨を教え聞かせるなど、芯の強い一面もある。特に陽子の名前の由来についての話は、陽子の人生観に大きく関わる事となる。
元々体が弱く、心臓の持病で余命わずかと診断される。安曇野へ転居した翌年の1933年（昭和8年）10月、学校行事で陽子らが常念岳登山中、自宅の縁側で良一に抱かれ太陽を見つめながら他界する。
亡き後も、陽子自身の懐妊時や、日向子の看病時などに、陽子の夢枕に現れ、支えとなる。また、良一が重体で昏睡状態の際には春樹と共に夢枕に立ち、現世へ追い返した。
須藤良一（すどう りょういち）
演 - 寺脇康文
陽子ら3兄弟の父。生きることの意義、家族の幸福を何よりも重んじている。自分の子供たちに大きな誇りを持つ父親である。紘子からは「良さん」と呼ばれている。
東京で飛行機の技術者をしていたが、余命わずかの紘子のために退社し、一家で安曇野へ転居。製糸工場へ転職し、工場長となる。
真知子が須藤家に立てこもり一悶着して以来、真知子の父・剛三に親しみを持たれる。話し相手を求めてやって来る剛三を面倒臭がりながらも、正直に意見やアドバイスをする。
1943年（昭和18年）陽子の縁談が持ち上がったころ、新型戦闘機の技術開発者としての誘いを受け名古屋の飛行機工場に赴いた。
1945年（昭和20年）7月、空襲を避けるため名古屋の工場が松本に移転するに伴い、安曇野の自宅に帰宅。そのまま終戦を迎える。終戦以後の生涯は、自分が携わった飛行機で多くの若者が命を落とした事を深く悔やみ、飛行機の話をすることは一切無くなった。
1946年（昭和21年）、剛三が新事業として立ち上げた紡績工場を任される。
須藤春樹（すどう はるき）
演 - 田中圭（幼少期：中川大志）
1919年（大正8年）生まれ。陽子の長兄。優秀で学業に秀でているだけでなく、行動も模範的な青年であった。しかし、「常に自分は兄弟の、そして人の手本であるべきだ」として己の意思・感情を犠牲・束縛しながら育った感もある。
少年時代には、祖母・富士子に抗議し、茂樹の養子話を命がけで止めた。
松本の旧制高校へ進学し寮生活を送った後、名古屋帝国大学医学部に入学。安曇野の自宅で家族と共に「須藤医院」を開業することを夢見ていたが、卒業（当時の時局から半年繰り上げられた）後は海軍の軍医になる。1944年（昭和19年）「自分が帰らないとわかったら」との条件で、密かに思いを寄せていた真知子に宛てた手紙を陽子に託し戦地へ渡った。
1945年（昭和20年）、乗船していた潜水艦が撃沈されて戦死。潜水艦で出港する直前、基地で再会した茂樹に、死への恐怖を口にしていた。
須藤茂樹（すどう しげき）
演 - 永山絢斗（幼少期：渡邉甚平）
1921年（大正10年）生まれ。陽子の次兄。幼少時に、母の実家である桐野家から養子に迎える話があった。
陽子と同じく11歳の時に有明山尋常小学校に転校後は、地元の農学校に進学したが、飛行機好きなこともあり、 1939年（昭和14年）海軍・予科練の受験に合格し入隊。海軍上等飛行兵曹に昇進し、1943年（昭和18年）に出征した。
1945年（昭和20年）終戦後、10月に復員し須藤家に帰る。その後、タケオの家の農業の手伝いをして過ごす。陽子が臨月に入ったころから育子と仲が良い関係となる。
陽子が教職を退く決意をしたころ、医師になり須藤医院を開設したいため、松本医学専門学校を受験する意志を固める。受験は連続不合格となるが、育子からの手紙を励みに、尚も合格を目指して頑張る事となる。
（最終回での）現代の陽子の発言によると、日向子と同じ年に大学生となる。卒業後は念願の須藤医院を開業し育子と結婚した。現在も健在である。

### 桐野家
東京の池上にある主人公の母、紘子の実家。
桐野富士子（きりの ふじこ）
演 - 渡辺美佐子
紘子の母で子爵夫人。強情な性格で紘子の葬儀に顔も見せず、良一に対面した際には暴言を吐くが、陰で孫たちに対して温かい言葉をかける。
陽子と同じく、料理は得意だが裁縫は苦手。おしゃれの趣味が良い。
1946年（昭和21年）秋、華族制度廃止により財産を没収されることを悲観した夫の栄一が自殺し、相続した財産を日本赤十字社に寄付した。その年、妊娠中の陽子の元を訪れベビー服を贈り早々に東京へ帰ろうとしたが、陽子らにより引き止められ、陽子が出産した年の大晦日まで丸庵に滞在し、店の手伝いなどもしていた。
1950年（昭和25年）、丸山家が安曇野でそば店を再開するにあたり陽子から店の名付け親を依頼され「百白花」と名付ける。
女学校時代の陽子との約束から、留置所に入っている育子を釈放して欲しい旨を依頼され、警視庁にいる夫の知り合いに話をつけ育子を説得し釈放させる。
同じ年の秋、良一に、孫・曾孫が住む安曇野で暮らす提案をされるが（陽子、良一の予想通り）断った。
神蔵正太郎（かみくら しょうたろう）
演 - 中原丈雄
陽子の祖母・桐野富士子のお抱え運転手。
富士子に付き添い、さり気なく見守り、一番理解している。
陽子の結婚時には、富士子から託された（紘子のために誂えていた）花嫁衣装を届けに単独で安曇野へ来た。

### 信州・松本の人々

#### 丸山家
松本の老舗そば屋「丸庵」を営んでいたが、1950年（昭和25年）に市内の大火で延焼して焼失。一時須藤家に身を寄せた後、安曇野の空き家になっていた元別荘の洋館を譲り受けて「百白花」を開いた。
丸山和成（まるやま かずなり）
演 - 高良健吾
1919年生まれ。松本の老舗そば屋「丸庵」の一人息子。陶磁器の修復が得意である。気持ちは優しく良い夫であるが、徳子曰く、丸山家の男の特質で決断を本人任せにしてしまう傾向がある。 陽子からは「和さん（かずさん）」と呼ばれて、陽子の教え子達からは、和成が軍服で勤労奉仕先にそばまんじゅうを差し入れした事から「おそばの兵隊さん」と呼ばれていた。
1943年（昭和18年）除隊したおり、母の薦めで陽子と見合いをする。陽子に好感を持つものの、再召集後に陽子を戦争未亡人にさせたくないとの思いから見合い話を一旦は断る。しかし、陽子が酒に酔い、涙ながらに自分に対しての本心と「（和成の）お嫁さんになりたい」と漏らしたのを聞き、翌日に改めて求婚。再召集前日に結婚式を挙げた。
1945年（昭和20年）11月に帰還した後は電機工場に勤める。食材不足でそば粉の入手が困難な中、蒟蒻から麺を作ることを発案し、丸庵の営業を支えた。
1949年（昭和24年）、丸山の両親の希望により家業に専念するため、電機工場を退職。
1950年（昭和25年）「百白花」を開店後、多治見に住む美濃焼の窯元を営んでいた戦友・重森の危篤の連絡を受け、現地に赴く。重森の他界後、多治見にそのまま留まり、数か月に渡り「百白花」の食器造りをしていた。
（最終回での）現在の陽子によると今も健在で、一年の3分の2は多治見で陶芸に明け暮れているということである。
丸山徳子（まるやま とくこ）
演 - 樋口可南子
「丸庵」のおかみ。村上堂のおかみカヨとも知り合い。
陽子とは、女学校時代の彼女と安曇野のそば畑で出会って以来、面識を持った。1941年（昭和16年）教師となった陽子に村上堂で再会。嫁入り前であることを知り、1943年（昭和18年）、息子・和成が除隊したのを機に陽子との縁談を持ちかけ、和成と陽子を須藤家で見合いさせた。
老舗そば屋の一人娘で結婚も道夫が婿養子に入ったために、嫁姑関係の経験が無い。サバサバした性格で、嫁入りした陽子に対しては、はっきり物を言うが、実の娘のように大事に思っている。
なお、陽子と同じ年の娘・雅子がいたが、病弱になり6歳という若さで他界している。
普段は接客に専念しているが、実は、そばを打つ事が出来、道夫が怪我をした際には、代わりにそばを打った。1947年（昭和22年）から、陽子にそば打ちを伝授する。
1950年（昭和25年）、陽子から夢を問われた際には「（強いて言うなら）丸庵と別の場所で暮らしたい」と答えた。
丸山道夫（まるやま みちお）
演 - 串田和美
「丸庵」の主人。息子・和成の見合いに同席する。
そばについて語り出すと止まらない程の、そば好きであるが、うどん好きの人に対してはつい無愛想になる。
1945年（昭和20年）には物資不足のために「丸庵」を休業し、工場に勤務した。1946年（昭和21年）4月に「丸庵」を再開したものの、そば粉が手に入らないため、しばらくは煮物しか出せず、その後蒟蒻から麺を作り営業を続けてきた。しかし、徐々にそば粉が入手可能になり、1949年（昭和24年）には、純正のそばを提供出来るようになった。
1950年（昭和25年）のある日、陽子に自分の夢について問われた際には「自分のそば畑を持ち、そこで取れたそば粉でそばを打つこと」と答えた。松本市の火事で丸庵が焼失した事を機に、和成と陽子に自分たちで人生を決めるように言い渡す。百白花開店後は、以前と同じくそば職人として腕を振るう傍ら、店舗近くのそば畑仕事にも精を出す。
最終週では農家の三男である故に畑を継がせてもらえなかった事、14歳で嫌々丸庵に修業に出された事、親方が打った最高級のそば粉で作ったそばを食べ、美味しさに感動し、心を入れ替え修業に励んだこと、辛い時に励ましてくれた徳子との馴れ初めなど、昔話を当時の陽子たちに話して聴かせた。
丸山日向子（まるやま ひなこ）
演 - 林凛果・森田菜乃花・熊谷える（0歳）、井上琳水（3歳）、曽我美月（6歳）
1946年（昭和21年）11月陽子と和成の間に誕生した長女。幼いながらも利発であるとともに、母親の陽子に対する思いやりを持つ。
誕生後、陽子の産休明けは、昼間は父・和成や、村上堂のカヨや育子などに世話になりながら育つ。まだ0歳時に肺炎を患い、命の危機に瀕したことがある。陽子が長榮醸造店勤務時は、会社に一緒に連れて行かれた。
1950年（昭和25年）秋、台所仕事の手伝いをしていたところ、火にかけている鍋を落とし、右腕に熱湯を被り火傷を負う。
1953年（昭和28年）春、親族や「白紙同盟」の仲間達に見送られ、陽子と和成とともに小学校の入学式に向かう。
（最終回での）現在の陽子によると、今は結婚して東京で暮らしているということであるが、家族の存在については語られていない。

#### 丸山家をとりまく人々
宮澤節子（みやざわ せつこ）
演 - 白川由美
丸庵の向かいで理髪店を営む女性。丸山家で一緒に食事をしたり、手伝ったりなど親交が深い。徳子から「お姉ちゃん」と呼ばれ慕われているが、実の姉妹ではなく、年上の幼馴染のような存在。
1950年（昭和25年）松本市で大火事が起こり店舗兼自宅は焼失、丸山家と一緒に須藤宅へ避難する。その後、浜松市で娘夫婦と一緒に住む事になり、松本市を去る。
しかし、同じ年の秋、周囲に打ち解けて話せる相手が居ず、つまらない思いから娘の家を出る。最初に密かに百白花の様子を覗いた後、松本駅で杏子が補導される場に偶然出くわし、身元引き受け人として杏子を保護し、百白花を訪問する。久しぶりに徳子達と話に花を咲かせ、翌日に浜松へ帰って行った。
岩本安子（いわもと やすこ）
演 - 吉村実子
呉服店を営む女性。徳子・節子から「町一番のケチ」「松本一のケチババア」と称されている。陽子も嫁いでいたばかりのころに配給の魚を規定の量より少なく渡されかけた。一方で、落胆しながら工場へ出勤する道夫を応援したり、空襲後の東京へ向かう陽子に餞別を渡したりなど気立ての良い一面もある。徳子・節子との井戸端会議で話に花を咲かせている。
1950年（昭和25年）松本市で大火事が起こり自宅兼店舗は焼失。その為、息子の家に身を寄せる事になり、松本市を去る。節子と違い、その後は一度も松本に戻ってくることはなかった。
宮下啓子（みやした けいこ）
演 - 初音映莉子
左官屋の建造（和成にとっては3つ上の兄貴分）の妻。建造が出征し、幼い息子・昭一と2人で家を守っている。近隣で陽子と一番年が近い事で親しくなる。夫が無事に帰って来なかったらどうしようかと常に不安な日々を過ごしていた。
1946年（昭和21年）の冬（年明け後）、丸庵の前の道端で昭一を遊ばせ、陽子と立ち話をしている時、建造の死亡通知が届き泣き崩れる。その後、啓子の実家がある塩尻に昭一を連れて帰って行った。
その後の動向は語られていない。
宮下昭一（みやした しょういち）
演 - 高澤父母道
啓子の息子。陽子には「昭ちゃん」と呼ばれていた。

### 信州・安曇野の人々

#### 筒井家
筒井育子（つつい いくこ）
演 - 満島ひかり
陽子が通う高等女学校のクラスの同級生。街の本屋の娘で年が離れた弟妹が居る。陽子からは「育子」と呼ばれている。見栄っ張りな調子者の性格で、女学校時は当時としては不良の振る舞いをしていたゆえに、女生徒たちから人気がある。英語教師の飯田に反発し、陽子・真知子と共に英語のテストを白紙で出したことから「白紙同盟」を結成する。
「東京で洋服の仕事に就いた後、アメリカへ渡りアメリカ人と結婚する」と夢を持ち、親の反対を押し切り東京女子大学を受験するが不合格。陽子と真知子には、出版社の就職が決まった旨の嘘をつき、家族には内緒で上京、手紙代筆の露店をしていた。
1945年（昭和20年）3月、東京大空襲に遭い、命の恩人である医大生の上原に初めて恋をするが、彼が引き換えに重傷を負い間もなく命を落とした事により失恋。身も心もボロボロになり、心配し東京に駆けつけた陽子・真知子に付き添われ安曇野に帰り静養生活をする。帰郷後、上原の両親と連絡をとり、送られた上原の写真をお守りとして肌身離さず持ち歩くようになる。
1947年（昭和22年）東京の小さな出版社（増川出版）の採用が決まる。親しい仲となった茂樹と「（互いに）年寄りになっても結婚してなかったら、面倒を見る」約束をし、再び東京へ向かった。
1948年（昭和23年）、東京での生活が序々に充実するにおいてラジオ番組「街頭録音」に頻繁に出演し、政府の政策を批判し改善を強く求める意見を主張する。
百白花が開店して間もないころ、「街頭録音」で演説する女性が、聴衆の男性と壇上で揉み合いになるのを見て止めに入る。騒ぎに駆けつけた警察官から女性を庇おうとして誤って警察官を壇上から突き落とし、逮捕され留置場に投獄される。陽子の依頼で協力した富士子の人脈と強い説得で、釈放。この一件が原因で出版社を解雇されるが、「街頭録音」の放送局の職員が気にかけ、放送局に再就職する。
1953年（昭和28年）春、テレビ局に異動。
高齢となった現代でもその行動性は健在で、仕事先のガラパゴス諸島から陽子に電話を寄越している。
なお、サプライズとして、最終回の現代の場面で、黒柳徹子が育子役で出演した。→後述
筒井一郎（つつい いちろう）
演 - （4歳）矢部光祐、（9歳 - 12歳）吉川史樹、（15歳 - ）須賀健太
育子の弟。1944年（昭和19年）、陽子が担任する4組赤組の生徒となる。1946年（昭和21年）、6年生の時に級長となった。1950年（昭和25年）育子が投獄されている事を知らせに百白花を訪れ、久しぶりに陽子・杏子と再会する。
筒井友子（つつい ともこ）
演 - 森くれあ
育子の妹。

#### 相馬家
相馬真知子（そうま まちこ） → 秦野真知子（はたの まちこ）
演 - マイコ
育子と同じく陽子のクラスの同級生で資産家の娘。陽子から「真知子さん」と呼ばれ一目置かれていた感があったが、真知子の結婚を機に「真知子」と呼ばれるようになった。容姿端麗なお嬢様で、女生徒たちのあこがれの的であり、おっとりした性格であるが、大胆な言動で陽子らを驚かすことも多い。陽子・育子と同様、英語のテストを白紙で提出したことがきっかけで熱い友情で結ばれることになる。女学校在学中は親の決めた婚約者の中西武伸と結婚する運命を受け入れていたが、陽子の兄の春樹に恋をしたことと、自分の夢にひたむきな陽子・育子を見て考えが変わる。育子の東京行きの日に自らも独立記念日とし、陽子と共に須藤家の便所に立てこもり父・剛三に抵抗を見せた。
女学校卒業後は、神戸の中西の実家に身を寄せ、仕事で欧州に渡った武伸の帰国を待っていたが、1943年（昭和18年）に帰省。武伸と婚約状態のままで、安曇野で郵便配達員に就職。勤務中に、出征する春樹を見送ったり、春樹の戦死を告げる手紙を偶然目にした上で須藤家に配達するなどのつらく悲しい出来事も経験し、終戦まで続けた。
1944年（昭和19年）、中西武伸が帰国途中に事故死した事が確認された際には、結婚しなくて済むと少なからず思ったことに自己嫌悪感を抱えつつ、神戸での彼の葬儀に参列した。
終戦後は、復員組が増え仕事が無くなった事と、終戦に過剰に浮かれる剛三への当てつけから、剛三のライバル会社にあたる紡績工場の事務の下働きに転職する。
1947年（昭和22年）求婚され一旦断った会社の同僚である秦野康彦と交際を始め、 1950年（昭和25年）結婚する。自らの希望で結婚式や結納などは行わず、家や仕事の世話をしようとする剛三の奨めも断り、二人の会社を持つ事を夢に抱き、秦野の自宅である狭い貸間で新婚生活を始める。
その後、男児（ミノル）を出産。出産後も仕事と育児を両すると共に、保育所を充実させる運動に加わり、町長である剛三に嘆願書を出した。
なお、サプライズとして、最終回の現代の場面で、司葉子が真知子役で出演した。→後述
相馬剛三（そうま ごうぞう）
演 - 平泉成
真知子の父親で「安曇野の帝王」と自他認める程の成り上がり者の資産家。陽子が女学校卒業したころ、良一の勤める製糸工場を買収する。須藤家に立てこもった真知子を連れ戻しに来た際には、なだめようとする良一に対して陽子の事を罵る発言をし、激怒され突き飛ばされるが、この出来事がきっかけで、後に愚痴や悩みの相談に良一を訪ねるようになる。大地主の息子であるために、誰も剛三とは本気でケンカしようとせず、そのことがつまらなかったと本人が語っており（2011年8月24日放送）、かえって自分に媚びようとせず正直に意見を述べる良一に好意を持つようになったことが示唆されている。
世情の戦時体制への変化により投資資産を失い、一時は没落したが、終戦後に紡績工場を立ち上げ良一を工場長に任命する。
1947年（昭和22年）、町長選挙に立候補。圧倒的な大差で当選する。
1950年（昭和25年）、真知子の結婚が決まった後、良一の元を訪れた際には、真知子の花嫁姿を見るのが夢だった事、先述の通りつまらない思いをした少年時代、青年時代には父親に逆らい東京へ家出したが間もなく連れ戻され同棲していた女性と引き離された事、それらの出来事をきっかけに自分の力で稼いでみせると親の金で色々と商売を始めた事など自分の半生を語り、結局は自分の親と同じ道を辿っている事を皮肉った。
1953年（昭和28年）、良一と共に百白花を訪れた際には、孫のミノル可愛さに最新の三輪車を購入したが真知子に受け取ってもらえず自宅に置いてある事を語った。また、次期町長選挙の対抗馬について陰口をたたき、その場に居合わせた対抗馬であるユキに凄まれた。
相馬春代（そうま はるよ）
演 - 中村久美
真知子の母親。母親の居ない陽子に対して偏見を持っている。陽子たちが女学生だった時代のみの登場で、女学校卒業後の語りでは登場していない。
ヤエ
演 - 大島蓉子
真知子の家のお手伝い。真知子曰く、地獄耳とのこと。
中西武伸（なかにし たけのぶ）
演 - 萬雅之
真知子の婚約者で、神戸の資産家の二男。真知子が女学校卒業し婚約を固めた後に、仕事のために単身で欧州へ渡った。1944年（昭和19年）に帰国中の船が事故に巻き込まれ、他界。真知子とはお見合いの時と婚約発表の時の2度顔を合わせただけだった。
秦野康彦（はたの やすひこ）
演 - 中村竜
真知子の夫。戦時中は、ニューギニアの西部に出征していたが、出征先で大きな戦闘が無かった（前線配属直前に終戦を迎えた）ため無傷で復員する。
紡績工場に就職して間もない同僚である真知子に恋をし、求婚するが一旦は断られる。しかし、真知子も秦野に対して良い印象を持っていた事もあり、その後、真知子と交際を始める。
1950年（昭和24年）に真知子と結婚。真知子の強い希望で、結納・挙式・披露宴は行わず、狭く家財道具も少ない康彦の住む貸間に真知子を迎え、二人の会社を持つ事を夢に抱き、新婚生活を始める。

#### 村上堂
村上カヨ（むらかみ カヨ）
演 - 渡辺えり
安曇野の飴屋（今で言う甘味喫茶に近い）のおかみ。女学校時代の陽子ら3人が立ち寄って、話に花が咲くことが多い。夫・貞夫との間に子供は出来ず、陽子ら3人を娘のように思っていた。また陽子も、日向子出産直後くらいから、カヨについて「安曇野のお母さん」と称するようになる。
陽子が国民学校に着任した1941年（昭和16年）の時点で戦時中で原料が調達出来ず休業していたが、1947年（昭和22年）の正月に再開した。
和成が発熱し日向子を任せる事が出来なかった際には、日向子を預かり、授乳の為に昼休みに学校へ連れて行った。以後、陽子が学校勤務中は日向子を預かり面倒を見る。陽子が教職離任し、暫くしてから、陽子に勉強を教わりに丸庵に通うようになり、望月先生の洋裁教室にも参加するようになる。
1953年（昭和28年）春、日向子の入学祝にランドセルを贈る。
村上貞夫（むらかみ さだお）
演 - 斉木しげる
カヨの夫で飴職人。カヨには尻に敷かれているが、ユーモアがあり、時に陽子らを励まし笑わせてくれる心優しい人物。
戦後初めて道夫と会って以来、同じ職人同士で気が合い、会えば2人で話を弾ませている。

#### 宮本家
宮本タケオ（みやもと タケオ）
演 - 柄本時生（幼少期：勝隆一、現代：犬塚弘）
須藤家の近所に住む農家の息子で陽子の尋常小学校の同級生。陽子と出会って以来、密かに思いを寄せ、陽子を見守り時に手助けした。1943年（昭和18年）、徴兵令（召集令状）が下り、両親と陽子に惜しまれるが、本人は、今まで合格と言われた事が無かった自分が徴兵検査で一発で甲種合格し国のために働けて嬉しく思っている事を語り、逆に、笑顔が少なくなってきた陽子を励ます。「陽子が再び笑えるように、早く勝って、戦争を終わらせる」事を誓い、出征した。
1945年（昭和20年）10月に帰還し真っ先に陽子を訪ね、夏子が立ち会う中、既婚者と知らずに陽子に想いを告白し求婚した結果、失恋する。落胆しながら宮本家に帰宅した。
その後ミツと結婚するにあたり、隠し事が嫌いな性分ゆえ、陽子が安曇野にやって来た子供のころから好きであったこと、今でも好きであることを彼なりに正々堂々と、畑道の道祖神の前でミツに打ち明ける。その上で、これからはミツを一番好きになるように努力して一緒に幸せになりたい旨を伝え求婚する。その途端に、怒りが噴出したミツに右手で平手打ちを食らわされるが、結婚を承諾される。
丸庵が焼失し丸山家が再起する際に、空き家となっている洋館の管理をしている縁で持ち主のユキとの仲介をしたり、別荘の近くのそば畑を探し紹介したりするなど、大きく貢献した。
なお、ドラマの進行当時の人物で、数少ない現代の初期のころからの場面に登場する人物である。→後述
宮本ハル（みやもと ハル）
演 - 角替和枝
タケオの母親。息子の淡い恋心を見抜いており、「諦めな」と諭した。
終戦直後は、独身であるタケオと茂樹に、結婚を促す発言をするようになる。
宮本次郎（みやもと じろう）
演 - 村松利史
タケオの父親。非常に温厚。
宮本ミツ（みやもと ミツ）
演 - 安藤サクラ
タケオの妻。朝日村の出身。
タケオから陽子の事を聞き平手打ちを食らわせた後、実際に陽子を見てみたく結婚前に一人で丸庵を訪れる。最初は陽子に対し怪訝な気持ちを持ち、客として様子を伺っていたが、陽子夫婦が幸せな家庭を築いているありさまを見て「タケオの嫁になるミツ」であると挨拶する。さらに陽子と2人で歓談しているうちに打ち解け、（互いよりも）幸せになってみせると、陽子と宣言を交わし友達となる。
結婚・出産後、丸庵での望月先生による洋裁教室に通うようになる。
現代でも健在で、陽子との友情が続いている旨が、現代のタケオと陽子から語られる。

#### 有明山尋常小学校
高橋夏子（たかはし なつこ）
演 - 伊藤歩
陽子の尋常小学校時代の担任。
大正一年2月15日生まれ。
容姿端麗な大和撫子で、 生徒たちからは「夏子先生」と呼ばれ、慕われていた。
大町の小学校に転任後、陽子が新任する前年に有明山国民学校に帰任し、陽子の教育係となる。陽子の不意を突いてお尻を叩く癖がある。また、時折、子供がする駄々っ子のような仕草をとるなど、子供っぽい所がある。
同僚の中村・福田から未婚である事を度々皮肉られていたが、実は、広島で教師をしている婚約者・三枝孝太郎がいることを陽子にのみ明かした。しかし、1945年（昭和20年）8月6日、原子爆弾が広島に投下され死去。以後、生涯誰とも結婚しなかった。
1947年（昭和22年）3月、教壇を去る陽子に「日本一の女性教師になる」と誓うとともに「私は死ぬまで陽子の先生よ」と告げる。
時は流れ、有明山小学校となる。夏子は未だなお現役で教師として活躍している。日向子が小学校に入学し、夏子は陽子とともに親子2代の教師となる。
現在も健在であり、私立の学校を設立。学長を務める形で現在も現役で教職関係に携わっている。陽子との交流も続いており、百白花にもよく泊まりに来る。房子について陽子から話を聞き知り、親しみを感じた様子で房子と電話越しで直接会話をする。その際、急な仕事が入って来られなくなった旨を惜しみ、次回こそ房子と逢おうと約束をする。
田中ユキ（たなか ユキ） → 夏川ユキ（なつかわ ユキ）
演 - 橋本真実（幼少期：荒川ちか）
陽子の尋常小学校時代の親友。成績優秀だが家が大変貧しかったため、4年生（1932年9月）の運動会翌日より学校に来なくなり、数日後、名古屋へ丁稚奉公に出る。そのため女学校に進学できず、将来は夏子のような教師になるという夢を叶えることはできなかった。
その後も陽子が教科書を書き写して送るなど支えている。岐阜への異動を経て神戸で社員として誘いがあったことを機に、陽子が女学生時代、第5週でユキは安曇野に向かい、思い出の安曇野尋常小学校の教室で陽子との再会を果たす。ユキは陽子のおかげで読み書き、計算ができ、英語も多少話せるようになり社員になれたことを感謝する。ユキの経験談を聞き、この時、陽子はユキの前で教師になる決意をする。
結婚し、苗字は「夏川」に変わり、日向子と同じ年の男児が誕生している。
夫と独立し商売を始め空襲で店は無くなるものの、奉公時代、何でも売っているお店で、僅かな給与を貯めて買い物し嬉しかった思い出と、いつでも戸口が開いている「お店」が好きである事から、再び神戸に店舗「有限会社食料雑貨なつかわ」を立ち上げる。1950年（昭和25年）社長となり、丸庵で陽子と再会。神戸の店は人に任せて安曇野に店舗を出店する為に帰郷して来た旨、報告する。
また、陽子が丸庵の焼失後に再起する場所として希望していた、外国人の別荘であった空家の所有者でもあり、「（ユキの店でも）丸庵のそばを販売させて欲しい」「松本・丸庵の土地に新たに店舗を建てる為に（ユキが）買い取る」「良い店にする」事を条件に陽子に所有権を譲り渡し、丸庵の再建に快く協力する。そして、子供時代、この別荘に住みたく思っていた事を陽子に打ち明け、陽子一家が住む事を喜ぶ。
1953年（昭和28年）、町長選挙への立候補を決め、剛三と対決することになる。
告示前に「百白花」を訪れた際に偶然剛三と出くわす。対抗馬が彼女だとも知らず「（対抗馬は）何処の馬鹿女だ」と吐き捨てた剛三に対して「それは、私です！」と堂々と名乗りを上げ、安曇野にも新旧交代が必要である旨を説き、封じ込める。

#### 松本の旧制高校
川原功一（かわはら こういち）
演 - 金子ノブアキ
春樹の旧制高校での友人で陽子の初恋相手。ハーモニカが得意で、陽子兄弟の思い出の曲である「月の沙漠」をよく吹いて聞かせてくれた。甲府の開業医の息子であるが家業を継ぐ意思はなく松本の旧制高校に入学。既に野中タエという交際相手がいたと知らされる形で陽子は失恋した。卒業を待たずタエと共に、理想の都市と言われ新聞社に勤務するおじが住む満州へ渡る。
敗戦から5年後の1950年（昭和25年）、何も知らずに客として訪れた丸庵で陽子と再会する。店内で暴れた末に泥酔し、丸山家で介抱されている中、自分が陽子の初恋相手であったことと、春樹の死を知る。
翌日、置き手紙を残し丸山家を後にし、須藤家を訪れ春樹を弔った後に、追いかけて来た陽子と会う。甲府の実家は空襲で失い、家族が全員亡くなっていたこととタエの死について語り、陽子のなぐさめの言葉も耳に入らず、戦争のことをずっと忘れずに生きていくことを告げた。別れ際、陽子に「初恋が実らなくて良かった」と話す。

#### 安曇野高等女学校の教師
校長
演 - 原金太郎
女学校の校長。
飯田小太郎（いいだ こたろう）
演 - 近藤芳正
女学校の教師。担当教科は英語。陽子らにつけられたあだ名はオクトパス（広い額と、フルネームの区切り所を変えると「イイダコ タロウ」となるのが由来）。尚、女教師の間では「イイダコ」と呼ばれていた。一方、「丸庵」の常連でもあり、丸山家の人々からは、彼の口癖から「グッテイ（Good taste）さん」とあだ名されている。「女のくせに」が口癖で、生徒に嫌味な態度をとり、陽子達にとっては苦手な教師ではあったが、卒業式の日、陽子達に「Well ladies,enjoy your lives! （女性達よ、良き人生を!）」と餞の言葉を送った。
その後の時局の変化で英語が敵性語とされて英語の授業がなくなったことから、陽子の嫁入りの時点では教職を辞め繊維工場に勤務していた。ある日、三人が丸庵に集まり近況を語り合うさなか、徳子のはからいで陽子達と再会する。その再会の場で、飯田のおかげで三人が親友になれた事を陽子達から感謝され、自分が教師になった事を真に喜んだ。
日本が敗戦し、陽子の学校にアメリカGHQの役人が視察に来た際、飯田は通訳として同行。役人は国民学校に改正後教師になった陽子に対して尋問したが、飯田は役人に対して陽子を必死に擁護し、陽子をGHQによる追及から救った。陽子は役人が帰った後、廊下でお礼を言おうと「飯田先生」と呼びながら駆け寄るが、飯田は「オクトパスでいいですよ」と言いその場を立ち去る。陽子は深々と頭を下げる。
その後、1947年（昭和22年）から、ラジオにて「イイダコタロウとオクトパス」とのグループによる「良き人生を」とのタイトルの曲がジャズ演奏で放送されるようになったことから、ジャズミュージシャンへ転身したものとみられた。
さらに後、1950年（昭和25年）松本の大火で陽子たちが安曇野に避難している時、育子が東京土産を持って須藤家を訪れたひと時、日向子がラジオの音楽に合わせて踊るが、その時ラジオのアナウンサーの「飯田小太郎とオクトパスで良き人生を」の声を聞き、陽子・和成・徳子・道夫、および真知子・育子・杏子たちは飯田がミュージシャンになった事を明確に知り驚嘆の声を上げる。
1953年（昭和28年）、テレビ番組の音楽担当を依頼され、テレビ局に異動した育子と仕事で再会したが、彼女がかつての教え子であったことに気づかず口説きにかかった（正体が分かった途端に辟易していた）ことが、育子の口から語られた。
高山（たかやま）先生
演 - 竹内晶子
女学校の教師。担当教科は修身（現代の道徳）。「温良貞淑」「良妻賢母」などを掲げ、日々陽子らに理想の女性像を教え込んでおり、非常に厳格（育子とは相性が悪く、授業中は毎度のように喧嘩をしていた）。
上記のような人物ではあるが、陽子が松本女子師範に合格した際にはクラスメイト全員と万歳をして祝福した。
望月（もちづき）先生
演 - 梅沢昌代
女学校の教師。担当教科は裁縫（現代の家庭科）。日々裁縫の苦手な陽子に手を焼いている。
「村上堂」の常連。陽子らが女学生時代、村上堂に寄り道していた所に鉢合わせ、陽子らに雷を落としたが、その場に居合わせた富士子から、おだても含んだ謝罪をされ、機嫌を直して引き下がった。
1946年（昭和21年）に安曇野女学校教師を退職後は自宅で洋裁教室を開いている。
1947年（昭和22年）再び村上堂で鉢合わせ、陽子らは反射的に女学生時代と同じように、あわててテーブルの下に隠れる。だが、あっけなく見つかってしまう。この後、望月は陽子達と女学生時代の思い出や、戦時中の女学校の大変な時期（校庭が全部畑になり体育館が軍に接収された）などについて語らい、陽子らが在学していたころの女学校は皆筋が通っていて好きだった旨、懐かしむ。
その後、洋裁学校に行きたく思う恵子とハナの願いを叶えたい陽子の依頼で「丸庵」を訪れ、徳子も生徒に加わり縫い方を教えた。また、望月は教え子に頼まれ再び裁縫を教えることができたことを真に喜ぶ。また圭介と結婚することとなった恵子のために、陽子がウェディングベールを百白花で徳子と杏子が見守る中で作っている時、陽子の腕前では心配になり指導にやって来る。完成したウェディングベールは陽子が内密に企画した結婚式の当日、百白花の2階の部屋で杏子の手から恵子に渡される。

#### 有明山国民学校
梅田敏夫（うめだ としお）
演 - 綾田俊樹
陽子の着任時の有明山国民学校の校長。事なかれ主義で、中村、福田の言動についても黙認し、「生めよ増やせよ」に従い陽子に縁談をすすめたりした。また、陽子が卒業式に卒業生ひとりひとりに「命の尊さ・生きることの素晴らしさ」をしたためた手紙を送ろうとしたときには陽子の気持ちも汲み取り共感しつつ、手紙を取り上げた。しかし、東京大空襲により杏子と千津子が両親を失い深い悲しみの中にあるさなか、陽子の「休みの間の数日だけでも、2人を自宅で預かりたい」という申し出を認める。その上で、さらに杏子と千津子の疎開先の叔母の了解を取りに出向くという情の深い一面もある。尚、この大空襲で校長は東京にいた弟を失っている。
終戦後間もなく軍国教育を行った責任者としてGHQに連行された。
中村正（なかむら ただし）
演 - ピエール瀧
有明山国民学校の鍛錬教師。当時の代用教員。同じく代用教員である福田と共に、夏子と陽子に嫌味を発していた。
1945年（昭和20年）の早春、教員室に残っている夏子・陽子に、自分が尋常小学校時代に前田先生という体育の先生に憧れ教師になり子供たちに野球を教えたかった旨を吐露している。また初恋の人は米田秀子先生というきれいで優しい女の先生であった。学業成績は振るわなかったが彼にとって学校は楽しい所であった。「戦時中だからこそ、こんな自分でも教員になれたと思っている」などと語るとともに、召集令状が来たことを話す。また、今まで子供たちに「日本男児として少国民としていつでも死ぬ覚悟をすること、お国のために戦い死ねることの幸せさ誇り高さ」を教えて来たのだから、逃げる訳にも泣く訳にも行かない。今ここで笑って胸を張り、身を持ってそれを子供たちに示すのが己の義務である事を述べ、「中村は喜んで死んで来ます」、「先生として死んで行ける」と言い残すなど、人間味のある側面を見せる。夏子と陽子には返す言葉がなかった。
翌朝、自分が夢をかなえ教師となり子供たちに"中村先生"と呼ばれ野球を教えている光景を思い浮かべながら1人で校舎を後にする。そして出征先から帰って来ることはなかった。
福田義彦（ふくだ よしひこ）
演 - ダンカン
有明山国民学校の教師で中村と同じく代用教員。女性で師範学校出身の夏子に嫌味を発し、加えて新人である陽子に仕事を押し付けている。中村とよく将棋をしていた。
陽子が東京大空襲で両親を失った杏子と千津子を数日預かる申し出を校長にした際には、ひいきにあたると強く反対した。
石井恵子（いしい けいこ）
演 - （9歳 - 12歳）寺本純菜、（15歳 - ）石橋杏奈
陽子が最初に受け持った教え子の一人。従軍看護婦になって怪我をした兵隊達の力になる夢を持っていた。
5年生の時に父親が戦死し病弱の母親と貧しい生活を送るさなか、空腹に耐えられず級友の弁当を隠れて盗み食いをし、陽子の呼びかけに自責の念に耐えられず、涙ながらに陽子にのみ白状する（ちなみに恵子の行動を目撃し、彼女をかばって自ら罪をかぶった圭介と、この事件の10年後に結婚、陽子にとって印象深い結婚式となる）。
卒業から3年後、製糸会社に就職するが、ちゃんと勉強しなかった事への後悔と、学力不足からの将来への不安を綴った手紙を陽子に送り、陽子が新たな人生を歩み出すきっかけのひとつとなる。陽子が教職を退き再就職したころ、仕事後に丸山家に行き、陽子に勉強を教わるようになる。
元来、経理の仕事に就く事を望んでいた事もあり、陽子が食品会社を退職する際、陽子の薦めで後任に就き、田所良子の手ほどきを受け成長していく。圭介との結婚を陽子に報告する際、国民学校時代、恵子達3人が見つけ、一度は陽子にあげようとしたが、陽子から自分たちが持つように言われて持ち続けていた四葉のクローバーを「今幸せなのはこのクローバーのおかげ」と言い、押し花にしたクローバーを陽子に返そうとする。しかし、陽子は再び恵子に渡すが恵子は「他にあげたい人がいる」と言い、ハナに渡す。
圭介との結婚により、氏名は平岡恵子となる。
木村ハナ（きむら ハナ）
演 - （9歳 - 12歳）木村真那月、（15歳 - ）土屋太鳳
陽子が最初に受け持った教え子の一人。陽子と出会った当初から、学校へ弁当を持参出来ないくらいに家が貧しく、陽子が彼女におにぎりを作り持参した事があった。
陽子は（実は苦手としている）蜂の子が好物との噂が広がり、多くの級友の家が家庭訪問で蜂の子をもてなす中、貧乏で蜂の子が出せないと悩み泣きながら陽子に打ち明けた。ハナの家の訪問時に、ハナの母親（中込佐知子）から精一杯のもてなしとして差し出されたわずかな砂糖は、どんな立派なお菓子よりもおいしく陽子にとっては忘れられない味となった。
終戦後、食べ物欲しさに進駐軍のジープの前に飛び出し事故に遭い足の骨が曲がり、後遺症で足を引きずりながら歩くようになる。このため、家業の畑仕事が難しくなり、自転車工場に就職、優秀であることから会社から表彰される。
入居した寮が恵子の勤務先の近くで、偶然恵子と再会。恵子に誘われ、陽子に勉強を教わるようになる。
1950年（昭和28年）陽子に、圭介と恵子が付き合っている事、圭介が恵子をかばった時から恵子は圭介が好きであったことをに陽子に教える。一方、恵子達は結婚式は挙げずに両家で簡単に挨拶するのみで花嫁衣裳も調達しない事を陽子に聞かせるとともに、以前、恵子が教室でファッション雑誌「ドレスメーキング」を見て、外国の花嫁衣裳の話を聞かされた事を陽子に話し、陽子が望月の指導の元でウェディングベールを作る事となる。
平岡圭介（ひらおか けいすけ）
演 - （9歳 - 12歳）平岡拓真、（18歳 - ）大和田健介
陽子の最初に受け持った教え子の一人。将来、父と同じ海軍飛行士になる夢を見て、級友と「陸軍飛行士と海軍飛行士、どちらが強いか」を巡り大げんかする程、海軍飛行士に強い憧れを持っていた。
1941年（昭和16年）、父親が中国で戦死。「少国民の努め」と述べ気丈に振る舞い学校へ出席したものの授業中に悲しみに耐えられず「少国民失格」と謝りながら泣き出した。
5年時に、恵子が級友の弁当を盗み食いしている場面を目撃するが、真実は誰にも話さず、嘘の証言をして自ら罪を被った（この出来事から10年後、恵子と結婚する）。
卒業から5年後、恵子・ハナと共に火事見舞いに須藤宅に身を寄せている陽子を訪ね、久しぶりに再会する。百白花が開店後、恵子、ハナ、カヨに加わり陽子に勉強を教わりに通うようになる。そして陽子のはからいで百白花で恵子と結婚式を挙げる。
上田幹太（うえだ かんた）
演 - （9歳 - 12歳）相澤大翔、（18歳 - ）田中康寛
陽子の教え子の一人。
鏑木三千男（かぶらぎ みちお）
演 - （9歳 - 12歳）鏑木海智
陽子の教え子の一人。海軍体操が上手く出来ず、鍛錬教師の中村から、いつも怒られていた。陽子の手助けもあり、級友が練習に協力するようになる。
ひろし
演 - （9歳 - 12歳）木村友治、（18歳 - ）倉本発
陽子の教え子の一人。
みどり
演 - （9歳 - 12歳）柴田杏花
陽子の教え子の一人。
倉田杏子（くらた きょうこ）
演 - （9歳 - 12歳）大出菜々子、（15歳 - ）金澤美穂
陽子の教え子の一人。1944年（昭和19年）、東京から妹・千津子と共に叔母宅に縁故疎開し、有明山国民学校に転校して来た。
絵を描く事が得意。
東京に残った両親への配慮などで、転校当初から元気が無く塞ぎ込んでいる彼女を陽子は気にかけ、前担任や預かり先の叔母に問い合わせたり、妹の千津子と一緒に須藤宅に連れて行き、じっくり話を聞いたりした。両親を心配し、千津子と東京へ向かおうとした事もあった。
東京大空襲での両親の死を聞いた際には、悲しみを見せず気丈に振る舞うものの不安定になっている事を陽子は察し、丸山家に連れて帰り3日間杏子と千津子を預かった。丸山家と周囲の人々と触れ合ううちに元気を取り戻し、同級生である一郎の姉・育子の無事も素直に喜べる位にまで落ち着いた。
1945年（昭和20年）の冬、東京に住むおじに引き取られる事になり、自ら希望し、安曇野を発つ前に、丸山家と周囲の人々と楽しい時間を過ごした。
その後、おじは亡くなり千津子と引き離され、子沢山の親戚の家に引き取られる。1950年（昭和25年）、引取先の家で学校へも通えず居場所が無い寂しさから家出し丸庵を訪れる。陽子の勧めで丸山家で一緒に暮らし、仕事をしながら勉強することになる。
百白花が開店して間もないころ、陽子が松本の画家に杏子を紹介し、絵の勉強に通うようになる。その後、シャボン玉を吹く日向子を描いた絵が入賞する。
同じ年の秋、衣食住から学費まで陽子の世話になっている事が心苦しく、内緒で松本駅近くの道端で似顔絵描きをし収入を得ていたところ、警官に職務質問されそうになり逃げようとし補導される。偶然その場に居合わせた節子が身元引き受け人となり、夕方節子に伴われ百白花に帰宅する。杏子の気持ちを理解した上で「親子であるなしは関係なく、杏子が好きだから一緒にいる」と陽子に説得される。そして陽子の提案で、百白花の店内で「午前11時から午後5時まで1人60円」の似顔絵描きの仕事を始め、収入は丸山家と折半する事になる。
なお、ドラマの進行当時の人物で、数少ない現代の場面に登場する人物である。→後述
倉田千津子（くらた ちづこ）
演 - 小西舞優
杏子の妹。姉恋しさに学校に来るようになり、陽子の計らいで杏子と一緒に教室で過ごすようになる。
終戦後、杏子と共に東京に住むおじに引き取られた。しかし、その後おじも死去し、杏子とは別の家に引き取られアメリカへ渡った。
萩原校長（はぎわら こうちょう）
演 - 矢島健一
梅田に代わって1946年（昭和21年）4月に着任した有明山国民学校の校長。少年時代から勉学を好み学業を続けるためには学校でよい成績をとり師範学校に進学し教師になるしかないと考えていた。しかし自分は教師としては未熟であると思っている。戦前の教育を全否定し個性重視の教育を推し薦めながらも、復員組を働かせなければならない理由などから、陽子や夏子を辞めさせたがっていた経緯もあり、陽子はこの校長を苦手にしていた。
昭和22年4月の教育指導要領の大幅改正を目前にして、陽子に離職を説得するために丸庵を訪ねた時に松本駅が火事になる。丸山家の人々と節子が、炊き出しや怪我人の手当にあたる中「静岡の実家が空襲のとき家にいられず何もできなく後悔した思い」があったことを話し手伝いを申し出、人情味のある側面を見せる（訪ねた当初は陽子が留守中であったことと、火事の混乱で、この日は陽子への説得は出来なかった）。その後、陽子に、新しい教員を採用するに必要な人員枠の確保のために陽子か夏子のどちらかに離職して欲しいと切り出し、「自分の子供よりも生徒たちを優先できるか」と、暗に陽子に離職を迫る。
後日、辞職を決意した陽子に「新しい教育に対して責任を持って取り組む」と約束する。

### 食品会社の人々
田所良子（たどころ よしこ）
演 - 紺野まひる
食品会社「長榮味噌醤油」の女性同僚。日向子の面倒を見ながら勤務する陽子に対しての視線は冷ややかで、陽子が話しかけても口を聞こうとしない。一方、同僚が見ていない隙に日向子の様子を気にかけたり、竹内に責められる陽子を、職務遂行能力が高く書類作成にミスがない事実を述べ擁護する、素直で無いが心優しい一面もある。なお、祝言の翌日に夫が出征し、帰らぬ人となった過去がある。
陽子が食品会社を退職する際に陽子の後任として石井恵子が紹介され、簡単な算盤計算をさせ見込みを感じ彼女を採用。経理のプロとして鍛える。
竹内（たけうち）
演 - 野間口徹
食品会社の男性同僚。陽子に対しての態度は素っ気なく、勤務中に日向子が騒ぐことについて苛立ちを見せる。しかし、陽子の入社前から書類作成でミスが多いことを良子に強く指摘され、笑ってごまかすなど気が小さい面を持つ。

### 現代の人々
丸山陽子（まるやま ようこ）
演 - 若尾文子（ナレーション（語り）も担当する。）
主人公である陽子の現在。安曇野で、そば屋やペンションなど自称“なんでも屋”である「百白花」を営んでいる。
旧知の者からの電話は、最初に生死の確認が常になっているらしく、笑いながら「生きているわよ」と答えている。
若かりしころは、クラスメイトの多くが和服を着ている中で常に洋服を着ており、大人になっても洋服であったが、年老いた現在は常に和服を着ている。
最終回において札幌へ向かう房子に「続く。心に太陽を。」と言葉を贈る。
原口房子（はらぐち ふさこ）
演 - 斉藤由貴
東京の郊外で暮らす一家の主婦。夫や子供達とのコミュニケーションを盛んに試みるが空振りに終わる事が多い。車で買い物に行ったスーパーの駐車場で聞いたラジオで安曇野が紹介され、そのまま車で安曇野へ向かい、風景に見とれている間に脱輪。車を降りて連絡先を探すうちに「百白花」を見つけ立ち寄る。そこで出会った陽子の魅力に惹かれ、陽子の幼少時（安曇野への転居時から）の話を聞くところから物語が始まる。以後、陽子の話を楽しみに頻繁に安曇野を訪れるようになり、陽子からは「房子ちゃん」と呼ばれている。
最終週では夫の転勤に伴い札幌へ一家で転居することになったため、現在に至るまでの話を最後まで聴き終えることが出来なくなる（ストーリーが陽子の30代までの話となる所以である）。転居の報告の際、陽子の話を聞けたおかげで、気持ちに余裕を持てた事や相手の気持ちを思い遣り家族と話し合い決断出来た事など、感謝の気持ちを述べ、陽子から「原口家の太陽」と称される。
かつては高校教師をしており、赴任初日にいきなり机が飛んできて驚いた事が本人の口から語られた。
原口宏（はらぐち ひろし）
演 - 阿南健治
房子の夫。最初は東京から長野の安曇野まで出かけていく房子に対して「もう止めとけよ」と言うなど、房子が東京からは聊か遠い安曇野まで昔話を聴きに行くことに理解を示していなかったが、最終週では一家で安曇野観光に訪れると共に百白花まで房子を送迎し、陽子とも直接対面して挨拶している。
原口武志（はらぐち たけし）
演 - 松川尚瑠輝
房子の長男。
原口まどか（はらぐち まどか）
演 - 山谷花純
房子の長女。
宮本タケオ（みやもと タケオ）
演 - 犬塚弘
昔同様に陽子に野菜を届ける、丸山家の蕎麦畑の管理を引き受けているなど、現在も陽子との交流が続いている。
妻・ミツと結婚後、子供6人を儲け、その後、孫8人、曾孫2人に恵まれる。その繁栄ぶりから房子から「タケオ一族」と称される。また、房子から陽子についての現在の気持ちを訊かれた際には「（自分にとっての）アイドル」と答える。真知子を見かけた事を話した際には、白紙同盟の3人が高齢となった現在も元気で健在であることから「不死身同盟」と称する。
倉田杏子（くらた きょうこ）
演 - 伊東ゆかり
百白花を頻繁に訪れ、現在も陽子を手伝うなど交流が続いている。
須藤育子（すどう いくこ）
演 - 黒柳徹子
テレビ局開局と共に異動から十数年後、医師となり須藤医院を開業した茂樹と結婚。陽子の義姉となるが、陽子からは昔同様に「育子」と名前で呼ばれている。性格も昔のまま変わっておらず、今でも仕事で世界中を飛び回り、ガラパゴスから陽子に連絡を寄越すほどの行動派。最終回に真知子とともに百白花に訪れ、間もなく百白花を発つ房子と対面。房子の転居先を聴き、いずれ訪れるので一緒に遊ぶ約束をする。
秦野真知子（はたの まちこ）
演 - 司葉子
仕事と育児を両立した後、夫と共に会社を立ち上げ、夫婦の夢を叶えた。
最終回にガラパゴスから帰国した育子と共に百白花に訪れる。その際、育子から「本当は一番強い人」と称される。

### その他の人々
高橋勇（たかはし いさむ）
演 - 千原せいじ
第2週で登場。松本の映画館で上映中に、暗がりに紛れ、育子・真知子と一緒だった陽子の手を握り、泣かせる（現代で言えば痴漢行為）。風貌から陽子に「玉葱男」と呼ばれる。その週で、別の2人とともに戦地へ出征する。
野中タエ（のなか タエ）
演 - 中村ゆり
第5週で登場。松本のカフェーの店員で川原の交際相手。川原の卒業を待たず一緒に満州に渡るが、満州の過酷な環境にて死去し、日本に帰国することはなかった。
東京の屋台のそば屋の主人
演 - 丸岡奨詞
第8週、第9週で登場。育子がそばを世話してもらっている。
代筆依頼の女性
演 - 芳野友美
第8週で登場。育子に代筆依頼をしてもらう。
村瀬（むらせ）
演 - 佐藤仁美
第10週で登場。名古屋にて、娘の紘子（中村葵）が急病になり、医者を捜し彷徨い飲食店に駆け込み、その場に居合わせていた春樹に診てもらう。紘子は命を取り留め、親子で、春樹に再会しお礼を言う事を希望として生きてきた。
同じく飲食店に居合わせていた良一が口にした「安曇野の須藤医院」との名前を覚えており、14週では戦争も終わり、医院を開業していると思い込み安曇野の須藤家を訪ねる。その際、娘の紘子は「（春樹のような）医者を助ける看護婦になりたい」旨を語る。
上原秀雄（うえはら ひでお）
演 - 高橋一生
第12週で登場。育子の命を救った医大生。出征を間近に控えた時に東京大空襲に遭い、瓦礫の下敷きになった育子に一目惚れし、助け出した直後に自らも崩れてきた建物の下敷きになり、瀕死の重傷を負う。
入院した病院で自らの想いを育子に告げ、他界した。
道夫（みちお）
演 - 大塚洋
第14週で登場。丸山一家の夕食中、営業しているものと思い込んで休業中の「丸庵」を訪ね、たまたま丸山家が夕食として食べていた野菜の煮物を振舞ってもらう。このことが「丸庵」営業再開のきっかけとなった。
櫻井サキ（さくらい サキ）
演 - 浅茅陽子
第15週、第17週で登場。陽子が妊娠・出産でお世話になる産婆。徳子もかつて和成を妊娠・出産時お世話になった。
松本の医師
演 - 神崎孝一郎
第18週で登場。肺炎に罹った日向子を診察する医師。
助役
演 - つまみ枝豆
第20週で登場。進駐軍の将校に蕎麦を持て成す為に「丸庵」を訪ねる役場の助役。
演説をする女性
演 - 山田キヌヲ
第24週で登場。街頭録音にて演説をする。
重森いと
演 - 韓英恵
第24週で登場。復員後肺病で他界した和成の戦友の妻。
医師
演 - 小倉馨
第26週（最終週）で登場。入院した良一を診察する医師。

## スタッフ
- 脚本 - 岡田惠和[4]
- 副音声解説 - 松田佑貴
- 音楽 - 渡辺俊幸[4]
- 主題曲 - 「おひさま〜大切なあなたへ」
  - 演奏 - フェイス・ミュージック
  - 歌 - 平原綾香（土曜日のみ。ただし最終週は2011年10月1日ではなく、9月26日月曜日に流れた。）
- 題字 - 永石勝
- タイトルバック - 関和亮
- 時代考証 - 天野隆子
- 信州方言指導 - 麻ミナ[注 18]
- 医事指導 - 酒井シヅ
- 所作指導 - 若柳彦三衛門
- 飴作り指導 - 吉田菊次郎[注 20]
- 裁縫指導 - 小林繰子
- 蕎麦打ち指導 - 武田修
- 金継ぎ指導 - 甲斐美都里
- ハーモニカ指導 - 池田輝樹
- 資料提供 - 中原淳一
- 語り - 若尾文子
- 撮影協力 - 長野県安曇野市、松本市、大町市、塩尻市奈良井宿、池田町、松川町、茨城県大子町、茨城県立土浦第一高等学校、神奈川県鎌倉市、栃木県宇都宮市
- 演出 - 笠浦友愛[4]、岡田健、梶原登城、櫻井壮一、周山誠弘、松園岳大
- プロデューサー - 大橋守
- 制作統括 - 小松昌代[4]

## 放送日程
- 2011年4月4日から2011年10月1日の全156回[2]。
- 当初は2011年3月28日から9月24日の放送予定だったが、東日本大震災発生に伴う特別編成により前作『てっぱん』が3月12日から18日まで放送中断、その後の放送日程が1週間繰り延べられたことに伴い前述の日時に繰延られた[6]。
- 2011年4月12日の第8回（本放送）は千葉県東方沖を震源とする地震が発生し、これを受け地震関連のニュースに切り替えたため、途中打ち切りとなった。当日12時45分から13時に改めて放送された。なお、翌日（4月13日）の8時から8時15分に第8回の再放送を行い、8時15分から8時30分に第9回を放送。
- 2011年8月6日の第108回（本放送）は広島平和記念式典放送のため、中国地方を除き8時35分から8時50分に放送予定だったが菅直人内閣総理大臣（当時）の挨拶が延び、当初予定より7分遅れの8時42分から8時57分に放送[注 21]
- 8月29日、民主党代表選挙特別報道のため総合の再放送を中止。このため8月30日の再放送時間に29日放送分を、8月31日には30・31日分（途中13時から13時5分に定時ニュースによる中断あり）2回を再放送。

| 01                                                                   | 04月04日 - 04月09日 | 母のナミダ         | 笠浦友愛 |
| 02                                                                   | 04月11日 - 04月16日 | 乙女の祈り         | 笠浦友愛 |
| 03                                                                   | 04月18日 - 04月23日 | 初恋               | 岡田健   |
| 04                                                                   | 04月25日 - 04月30日 | 母の秘密           | 岡田健   |
| 05                                                                   | 05月02日 - 05月07日 | 失恋               | 梶原登城 |
| 06                                                                   | 05月09日 - 05月14日 | 旅立ちの季節       | 梶原登城 |
| 07                                                                   | 05月16日 - 05月21日 | 教室の太陽         | 笠浦友愛 |
| 08                                                                   | 05月23日 - 05月28日 | それぞれの朝       | 櫻井壮一 |
| 09                                                                   | 05月30日 - 06月04日 | お見合いと泣き上戸 | 岡田健   |
| 10                                                                   | 06月06日 - 06月11日 | 今日だけの花嫁     | 笠浦友愛 |
| 11                                                                   | 06月13日 -06月18日  | 戦火の恋文         | 周山誠弘 |
| 12                                                                   | 06月20日 -06月25日  | 消息               | 櫻井壮一 |
| 13                                                                   | 06月27日 -07月02日  | 帰郷               | 梶原登城 |
| 14                                                                   | 07月04日 - 07月09日 | 幸せの準備         | 岡田健   |
| 15                                                                   | 07月11日 - 07月16日 | 母になる日         | 笠浦友愛 |
| 16                                                                   | 07月18日 - 07月23日 | 女たちの時間       | 梶原登城 |
| 17                                                                   | 07月25日 - 07月30日 | 夫婦になる         | 櫻井壮一 |
| 18                                                                   | 08月01日 - 08月06日 | 太陽の決心         | 松園岳大 |
| 19                                                                   | 08月08日 -08月13日  | 再出発と嫁姑       | 岡田健   |
| 20                                                                   | 08月15日 - 08月20日 | 女たちに乾杯       | 周山誠弘 |
| 21                                                                   | 08月22日 - 08月27日 | ひなたの夢         | 笠浦友愛 |
| 22                                                                   | 08月29日 - 09月03日 | ふたたびの場所     | 松園岳大 |
| 23                                                                   | 09月05日 - 09月10日 | 幸せの匂い         | 岡田健   |
| 24                                                                   | 09月12日 - 09月17日 | 送り出す愛         | 笠浦友愛 |
| 25                                                                   | 09月19日 - 09月24日 | 母の笑顔           | 岡田健   |
| 26                                                                   | 09月26日 - 10月01日 | すべての母より     | 笠浦友愛 |
| 平均視聴率 18.8%（ビデオリサーチ調べ、関東地区・世帯・リアルタイム） |                     |                    |          |

## オープニング
『ゲゲゲの女房』・『てっぱん』に続き、アバンタイトル（殆どは前日のストーリーの簡単なあらすじ）から放送し、その場合は映像の右下（日によっては左下の場合あり）に「連続テレビ小説」の題名を出しているが「ゲゲゲの女房」のようなアニメーションはない。その後実際の押し花をバックにした「おひさま」のタイトルロゴが表示され、主役の井上と押し花の映像とともに出演者やスタッフ（月曜）のクレジットが次々と現れる。なお、最終日・10月1日の回はアバンタイトルとはせず、またテーマソングも流さず押し花のタイトルロゴから初めて、その後本編。出演者はエンディングで表示した。
当作品では出来る限り作品のストーリー展開に重きを置くため、オープニング曲（クレジット）の時間を従来よりも短く45秒程度に抑える新趣向を取り入れる。
なお、当初テーマ音楽は演奏だけであったが、視聴者からこの主題曲についての問い合わせが多かったこと、戦後編とこれからの震災復興という現実がシンクロするということから急遽、岡田惠和作詞・渡辺俊幸作曲・平原綾香の歌で歌詞が付き、同年6月29日発売のドラマのオリジナルサウンドトラックのCDに収録されることが決定。またテーマソングとしての放送も検討されている。発売・放送を前に、2011年6月20日（ラジオ第1）、6月24日（FM）でそれぞれ放送された「岡田惠和 今宵、ロックバーで」でそれが放送され、題名が「おひさま〜大切なあなたへ」となることが判明した。
7月16日の放送から、土曜日のみ歌詞付きの同曲がオープニングとなる。最終週は、月曜日は歌詞付きで放送され土曜日は歌詞は付かなかった。

## エンディング
エンドカットは、これまで長野局のホームページで展開している「撮るしん。撮っておきの信州PHOTOアルバム」に投稿された、視聴者が信州の風景を写した写真が毎日日替わりで使用された。
2011年9月26日放送分からは次番組『カーネーション』の告知が入る。

## 総集編
- 第1章総集編 7月18日8時15分 - 9時50分（二部構成、途中5分間の中断あり）第13週までの総集編
- 第2章総集編 10月10日8時15分 - 10時（二部構成、途中5分間の中断あり）第14から最終週までの総集編
- 12月30日12時から15時10分にBSプレミアムで、第1章・第2章総集編が連続で放送された

## アンコール放送
- 2012年10月1日 - 2013年4月6日 BSプレミアム 7時15分 - 7時30分 再放送 19時 - 19時15分 同チャンネル
- 2022年9月26日 - 10月12日 ファミリー劇場 月曜から金曜 11時 - 12時（3回分連続放送）[3]
- 2018年 AbemaTVで配信[13]

## 関連の番組やPR活動

### 番組
- 2011年4月9日の『土曜スタジオパーク』のゲストに井上が出演。ロケ地も紹介された。
- 原作者・岡田司会のラジオ番組『岡田惠和 今宵、ロックバーで〜ドラマな人々の音楽談義〜』（NHKラジオ第1・NHK-FM）で、度々この作品に出演する俳優陣が客演する。
- 5月3日（近畿地方は5月7日、福岡県は5月4日。再放送5月8日深夜〈東北地方・徳島県休止〉）、ナビ番組『これを見ればすべてがわかる おひさまの魅力』が総合で、放送開始1か月間の簡単なあらすじと5月以降の見どころが出演者のインタビューを交えて紹介された。
- 8月にはナビ番組の第2弾として『おひさまの夏休み〜陽子、あたらしいステージへ』が総合で放送。戦中・戦後の「教師編」のあらすじをまとめ、教師を退職後、そば屋を手伝うようになった主婦・陽子の人生を描いた最終局面のみどころ、安曇野ロケの模様を紹介。（20分番組 ナレーターは原田知世）
- 9月3日、NHK長野放送局で、井上、高良、樋口をゲストに招いたトークショー「おいでんなんし"おひさまつり"」が開催された。この模様は知るしん。で9月16日に長野県向けの総合で放送された後、9月23日にBSプレミアムで全国再放送される。

### その他
- 作品のコミカライズが、2011年5月25日発売の電撃コミックジャパン7月号（アスキー・メディアワークス）から始まった。原作:岡田惠和、作画:マッサ留美子
- 2011年6月18日から番組終了まで、東日本旅客鉄道が大糸線にて、『おひさま』の出演者の顔写真などをラッピングした2両編成電車が松本駅 - 南小谷駅間を1日数本、往復運転を行った[14]。
- アルピコ交通（旧松本電気鉄道）の中央高速バス車両にも、ラッピングが施され同年4月より運行した。左側面に番組のPR、右側面は松本城のラッピングがなされた[15]。

## 関連商品
- DVD-BOX（NHKスクエア）
  - 連続テレビ小説 おひさま 完全版 DVD-BOX1 全4枚（商品番号：16162AA）[16]
  - 連続テレビ小説 おひさま 完全版 DVD-BOX2 全4枚（商品番号：16163AA）[17]
  - 連続テレビ小説 おひさま 完全版 全3巻セット（商品番号：16164AS）[18]

## 受賞
- 第70回ザテレビジョンドラマアカデミー賞[19]
  - 主演女優賞（井上真央）
- エランドール賞
  - プロデューサー奨励賞（小松昌代）
- 第49回ギャラクシー賞
  - 奨励賞
- 第2回ロケーションジャパン大賞
  - 第1位（長野県 / 安曇野）[20]